# Калита, Фёдор Илларионович
Фëдор Илларио́нович Калита́ (укр. Федір Іларіонович Калита; 17 февраля 1917, с. Чернин, Таращанский уезд, Киевская губерния, Российская империя — 15 сентября 1970, Киев, Украинская ССР, СССР) — советский украинский партийный и государственный деятель. Первый секретарь Волынского обкома КП Украины (1961—1969). Депутат Верховного Совета Украинской ССР V созыва. Депутат Верховного Совета СССР VI—VII созывов. Член ЦК КП Украины (1961—1971).

## Биография
Родился 17 февраля 1917 в селе Чернин Таращанского уезда Киевской губернии Российской империи (ныне село в составе Таращанской городской общины Белоцерковского района Киевской области Украины), в бедной крестьянской семье. Трудовую деятельность начал в юношеские годы.
В 1937—1938 г. — инспектор Государственной рыбной инспекции, учитель неполной средней школы, секретарь районного комитета комсомола.
В 1938—1946 г. — в Красной армии, на военно-политической работе в авиации. Участник Великой Отечественной войны. Служил заместителем командира авиационной эскадрильи по политической части 245-го штурмового авиаполка.
Член ВКП(б) с 1939 года.
В 1948—1955 г. — 2-й секретарь Владимир-Волынского районного комитета КП(б)У Волынской области, 1-й секретарь Теремнівського районного комитета КП(б)У Волынской области, 1-й секретарь Рожищенского районного комитета КПУ Волынской области.
В 1955—1957 г. — слушатель Высшей партийной школы при ЦК КПСС.
В 1957 — феврале 1961 г. — 2-й секретарь Волынского областного комитета КПУ.
В феврале 1961—1969 г. — 1-й секретарь Волынского областного комитета КПУ.
С августа 1969 г. — заместитель председателя Государственного комитета Совета Министров Украинской ССР по охране природы.
15 сентября 1970 покончил жизнь самоубийством (застрелился из охотничьего ружья).

## Звание
- капитан

## Награды
- ордена
- медали